# 13963 Euphrates
Euphrates (asteróide 13963) é um asteróide da cintura principal, a 2,4649553 UA. Possui uma excentricidade de 0,2587193 e um período orbital de 2 214,79 dias (6,07 anos).
Euphrates tem uma velocidade orbital média de 16,33351219 km/s e uma inclinação de 0,9352º.
Este asteróide foi descoberto em 3 de Agosto de 1991 por Eric Elst.